# Siedlisko
Siedlisko (deutsch Carolath) ist ein Dorf im Powiat Nowosolski  der polnischen Woiwodschaft Lebus. Es ist Sitz der gleichnamigen Landgemeinde mit etwa 3700 Einwohnern.

## Geographie
Siedlisko liegt im Norden Niederschlesiens am rechten Ufer der Oder, zwischen den Städten Bytom Odrzański (Beuthen an der Oder) und Nowa Sól (Neusalz). Nachbarorte sind  Lipiny im Norden, Borowiec im Nordosten, Różanówka im Osten, Bytom Odrzański im Süden, Kiełcz und Nowe Żabno im Westen und Przyborów im Nordwesten.

## Geschichte
|  |

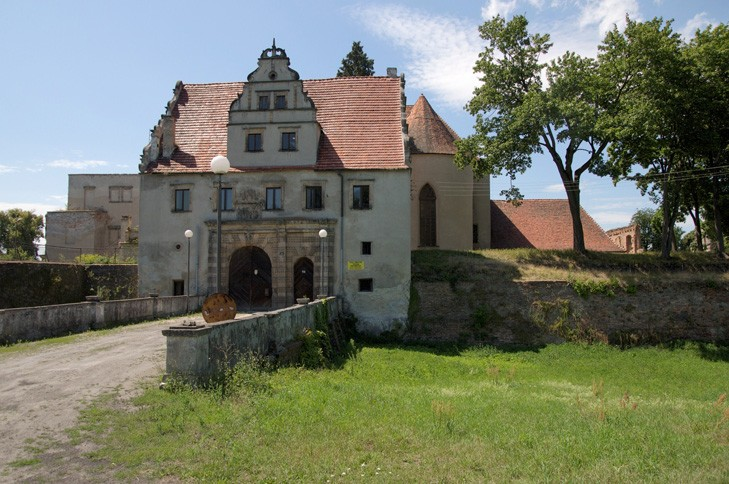
Schloss Schönaich (Aufnahme 2007)

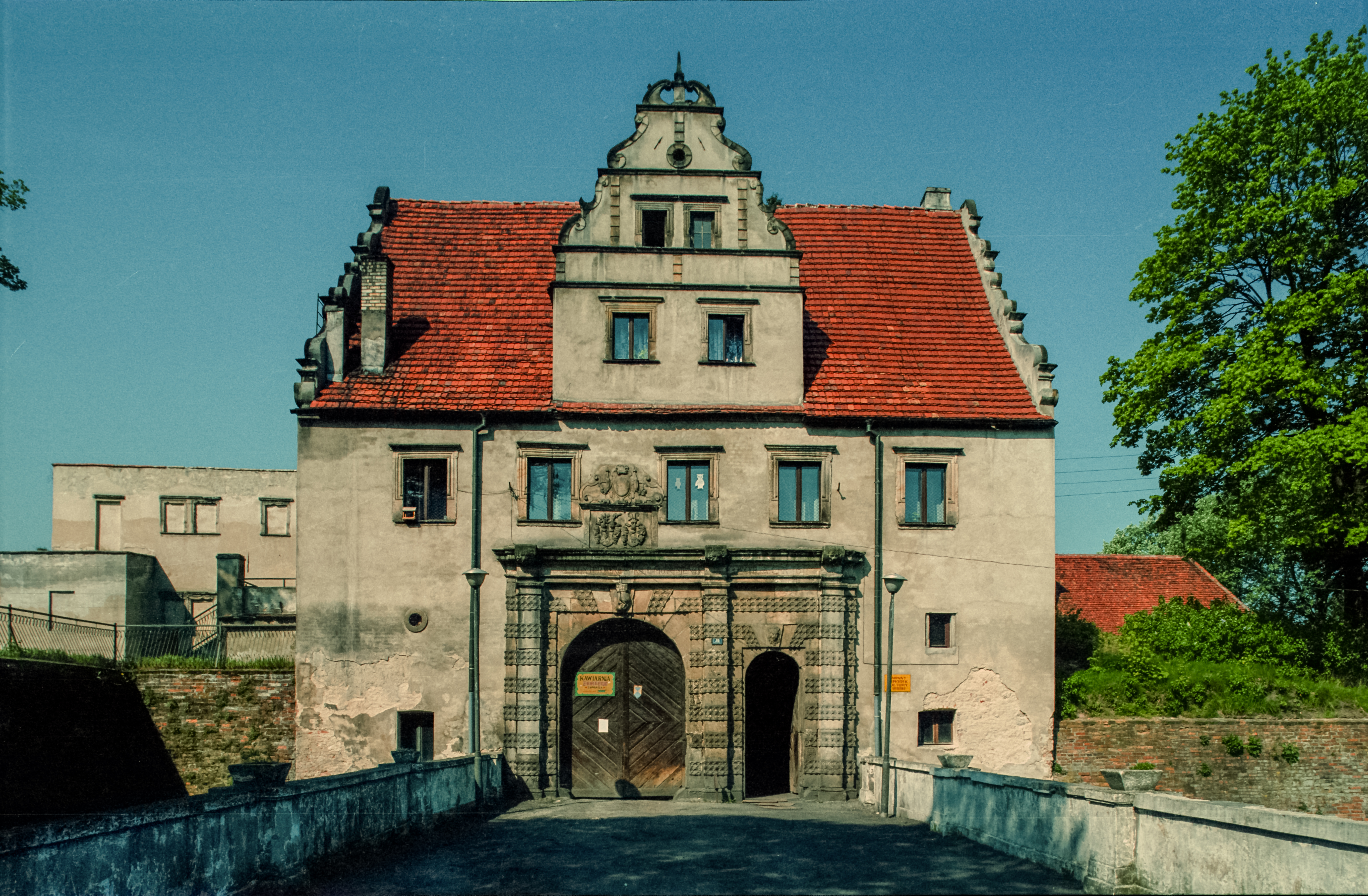
Torhaus

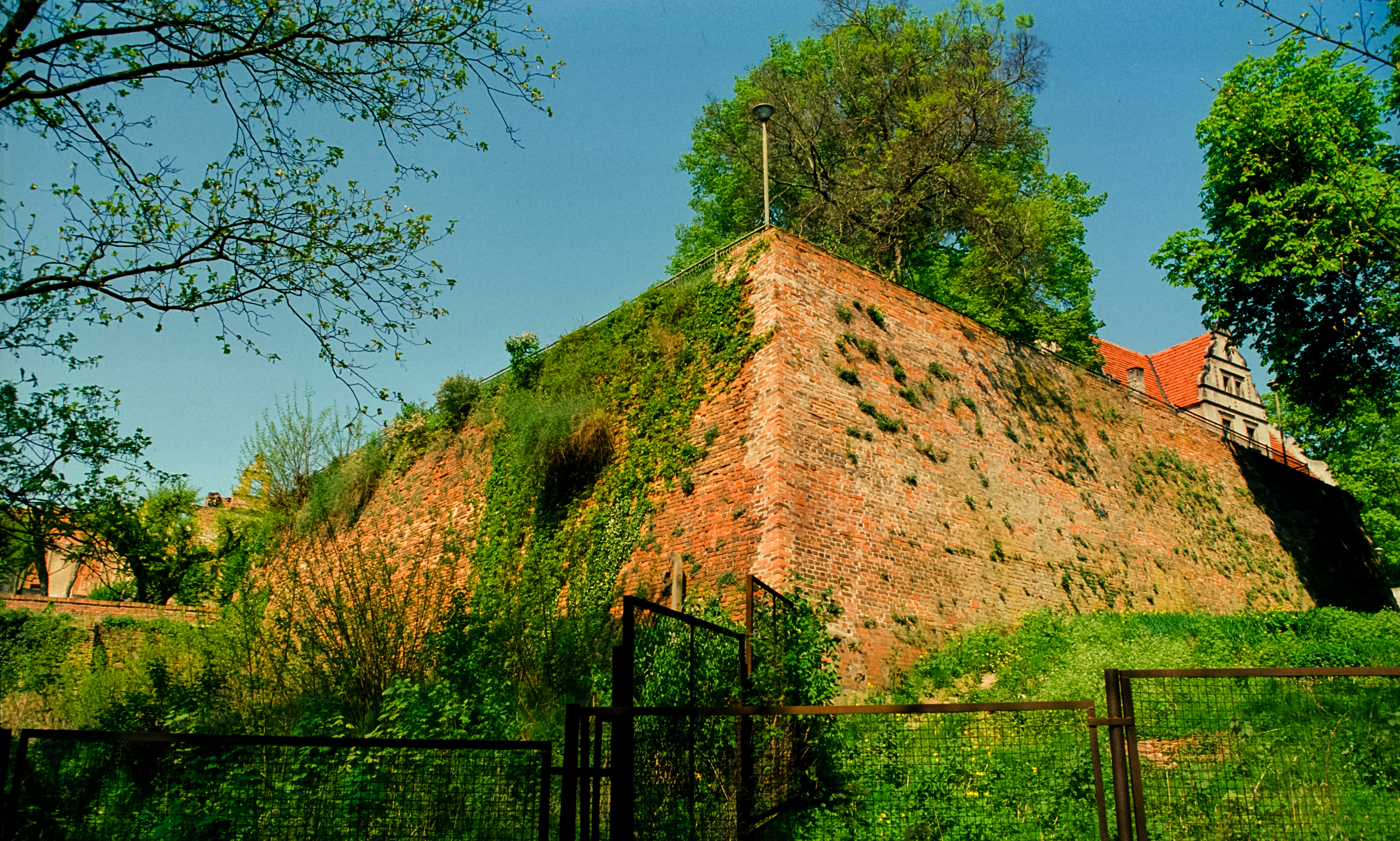
Festungsmauer

Erstmals erwähnt wurde die Ortschaft im Jahre 1298, als sie der Glogauer Herzog Heinrich III. von der Kastellanei Beuthen an der Oder erwarb. Zusammen mit dem Herzogtum Glogau gelangte Carolath 1331 an Böhmen. Die deutsche Ortsbezeichnung Karlatt ist für das Jahr 1381 belegt, als die Ortschaft vom böhmischen König Wenzel als ein Lehen an Nikolaus von Rechenberg vergeben wurde. Bei dessen Nachkommen verblieb Carolath bis 1561 und gelangte anschließend an Fabian von Schoenaich, der durch weitere Erwerbungen zu einem der größten Großgrundbesitzer Schlesiens wurde. Nach dessen Tod 1591 erbte die hinterlassenen Besitzungen sein Neffe Georg von Schönaich, dem sie 1595 durch Kaiser Rudolf II. bestätigt wurden.
Georg von Schönaich errichtete zwischen 1597 und 1618 das Schloss Carolath und stiftete 1610 das Majorat Carolath mit den Nebenmajoraten Amtitz und Mellendorf in der Niederlausitz. Im selben Jahr wurde ihm vom Kaiser der Freiherrentitel bestätigt. 1698 wurde der Schönaich'sche Besitz Carolath von Kaiser Leopold I. zur Freien Standesherrschaft und zwei Jahre später der Standesherr Hans Georg Freiherr von Schönaich in den erblichen Reichsgrafenstand erhoben.

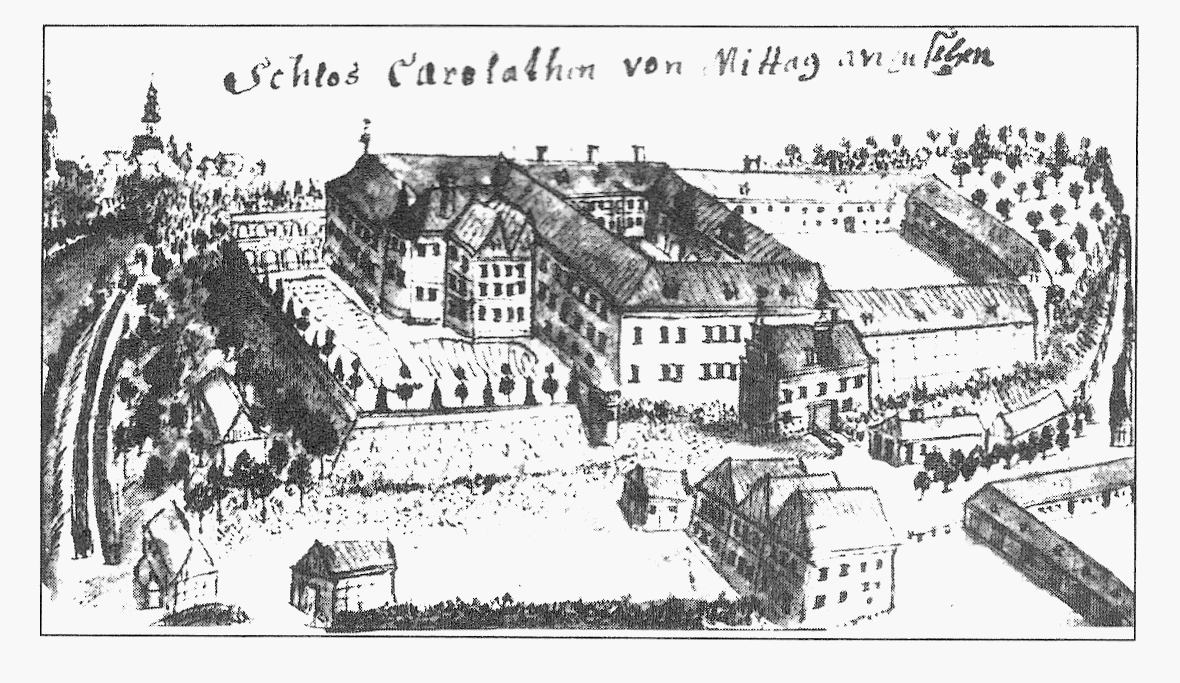
Schloss Carolath im 18. Jahrhundert
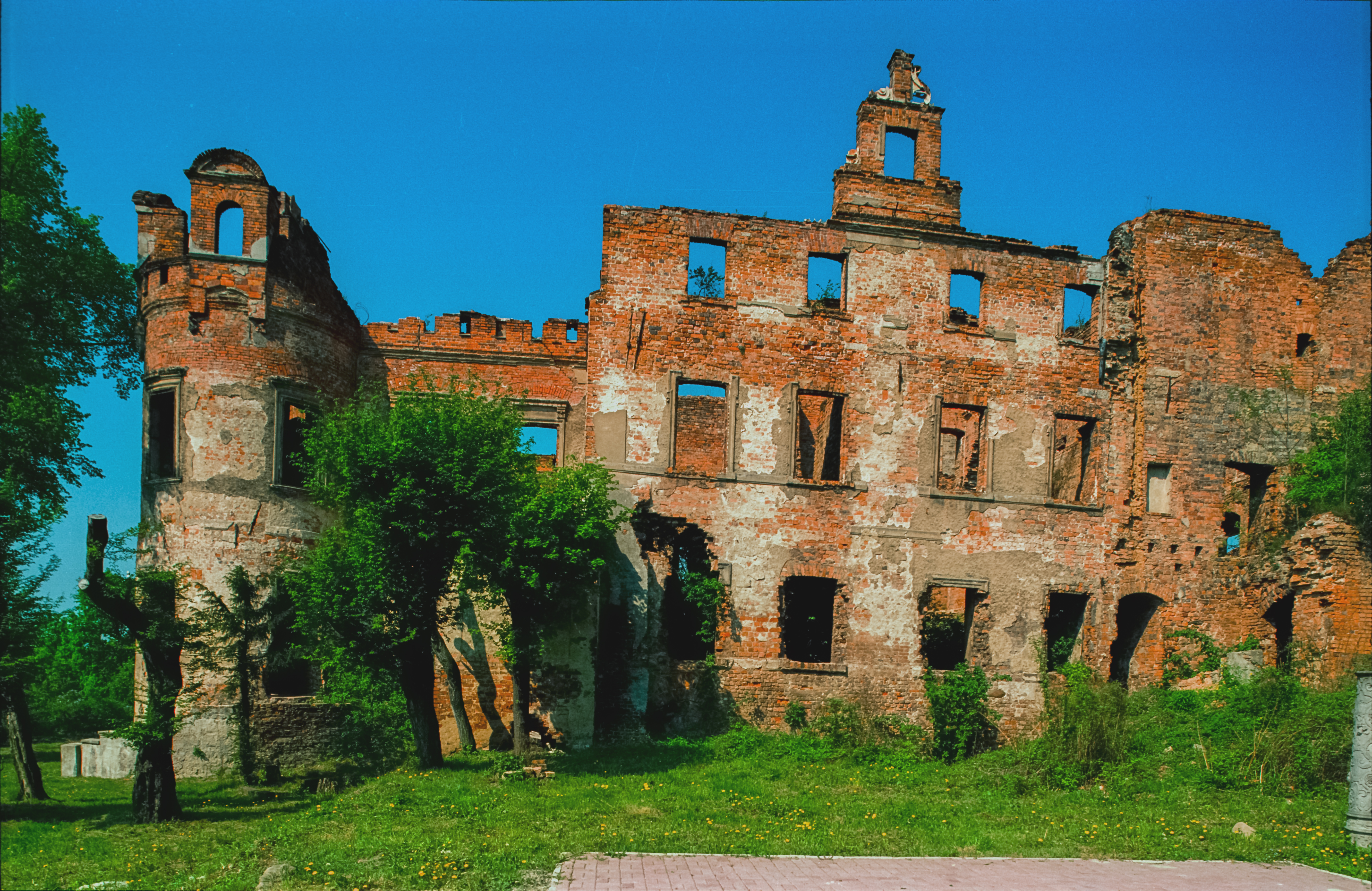
Ruine Schloss Carolath
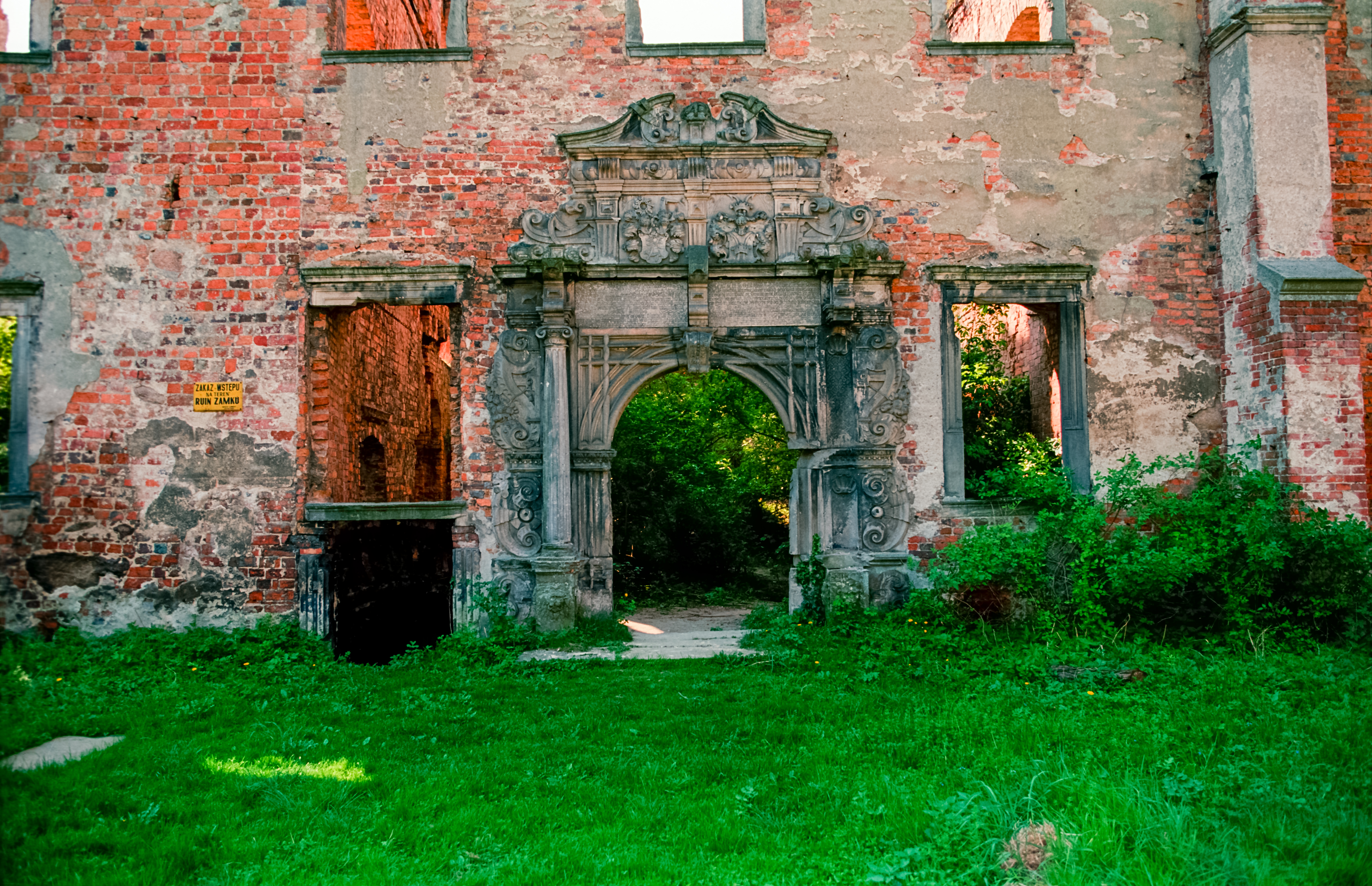
Ruine Schloss Carolath, Portal

Nach dem Ersten Schlesischen Krieg fiel Carolath zusammen mit dem Herzogtum Glogau 1742 an Preußen. Nachfolgend verlieh der preußische König Friedrich II. Hans Carl zu Carolath-Beuthen den Titel eines Fürsten Carolath-Beuthen, bei dessen Nachkommen Ort und Schloss bis 1945 verblieben. Letzter Besitzer war Carl-Erdmann von Carolath-Beuthen.
Gegen Ende des  Zweiten Weltkrieges wurde Carolath im Frühjahr 1945 von der Roten Armee besetzt und kurz darauf unter polnische Verwaltung gestellt. In der Folgezeit wurde die Bevölkerung von der örtlichen polnischen Verwaltungsbehörde vertrieben und durch Polen ersetzt. Corolath wurde  in Siedlisko umbenannt.

## Gemeinde
Zur Landgemeinde (gmina wiejska) Siedlisko gehören fünf Dörfer mit Schulzenämtern.

## Sehenswürdigkeiten
- Ruine Schloss Carolath
- Das erhaltene Torgebäude des Schlosses wird heute für städtische Zwecke genutzt.
- Mausoleum von 1912 für Wanda von Schönaich auf dem Schlossplatz, nach Entwurf von Hans Poelzig.
- Die katholische Mariä-Geburt-Kirche, erbaut um 1610, umgestaltet im 19. Jahrhundert, diente bis 1945 als evangelisches Gotteshaus.

## Persönlichkeiten
Nach Geburtsjahr geordnet
- Georg von Schoenaich (1557–1619), Humanist
- Hans Carl zu Carolath-Beuthen (1688–1763), Fürst und freier Standesherr
- Johann Carl Friedrich zu Carolath-Beuthen (1716–1791), Fürst und freier Standesherr sowie preußischer General
- Martin Crugot (1725–1790), Hofprediger beim Fürsten Hans Carl zu Carolath-Beuthen
- Ignaz Aurelius Feßler (1756–1839), Freimaurer, wirkte 1790/91 als Erzieher im Schloss Carolath
- Friedrich Wilhelm Leopold Pfeil (1783–1859), Forstwissenschaftler, leitete 1816–1821 die Forstverwaltung
- Georg August Pritzel (1815–1874), Bibliothekar und botanischer Schriftsteller
- Heinrich von Haugwitz (1844–1927), Gutsbesitzer, Politiker, Mitglied des Preußischen Herrenhauses
- Wolfgang Fischer (1888–1943), General der Panzertruppe
- Manfred Doehn (1938–2013), Anästhesist